# Sommo
Sommo (lombardul: Sum) település Olaszországban, Lombardia régióban, Pavia megyében. Lakosainak száma 1141 fő (2023. január 1.). Sommo Cava Manara, Zinasco és Bastida Pancarana községekkel határos.

## Népesség
A település lakossága az elmúlt években az alábbi módon változott:
| Lakosok száma | 1147 | 1156 | 1141 |
|               | 2017 | 2018 | 2023 |